# 아이스 클라이머
《아이스 클라이머》(영어: Ice Climber, 일본어: アイスクライマー)는 닌텐도에서 발매한 액션 게임이다.

## 작품해설
1985년 1월 30일에 패밀리 컴퓨터용 게임 소프트로 발매되었다. 개발 당시 그 게임성이 커다란 인기를 부른 작품으로 동년에 《VS 아이스 클라이머》로 아케이드 게임에 등장하였다. 1988년 11월 18일에는 《VS 아이스 클라이머》를 기반으로 한 내용의 디스크판도 발매되었다. 단 25탄~48탄의 정상에서 날고 있는 건 푸른색 콘도르가 되었다. BGM도 아케이드판을 편곡했다.
2004년 2월 14일에 발매된 패미컴 미니 제1탄의 타이틀에도 선정되었다. 순수한 단품 이식은 아니지만, 닌텐도 64판의 동물의 숲의 플레이 데이터를 닌텐도 게임큐브판의 동물의 숲+에 이식하는 서비스를 닌텐도로부터 받자 이 아이스 클라이머가 게임 속 게임으로 증정되었다. Wii의 버추얼콘솔에서도 2007년 1월 16일에 서비스를 개시하였고 2008년 1월 31일 발매한 《대난투 스매시브라더스 X》에는 그 체험판이 수록되어있다.

## 규칙
게임 타이틀에서 나오듯 플레이어는 캐릭터인 이누이트 어린이를 조작해서 산 정상에 올라간다. 1P가 조작하는 푸른색의 캐릭터가 포포, 2P인 붉은색의 캐릭터는 나나라는 이름을 가지고 있다. 산은 계단식으로 되어있으며 층 사이는 대부분 블록으로 막혀있다. 이 블록을 나무망치로 부수면서 위로 정상으로 올라가야 한다. 이 게임은 2인용이기 때문에 협력하며 산에 올라갈 수도 있고 상대방을 방해하면서 플레이하는 것도 가능하다.
산은 전부 32종류가 있으며 33탄 이후로는 2회차가 된다. 무한 루프이기 때문에 엔딩은 없다.

### 스테이지
플레이어가 올라가는 산에는 부술 수 없는 블록, 컨베이어 벨트 같은 강제이동 블록, 지나갈 수 없는 기둥 등 다양한 장애물이 있다. 또 사이드의 산 모양이 다른 층에서는 구름이 발생하여 이 구름이 옆으로 끊임없이 지나간다. 이 구름에 탈 수 있다. 스테이지에 따라서는 위층 블록이나 구름에서 계속 물방울이 맺히더니 고드름이 되어 떨어진다. 고드름은 나무망치로 부술 수 있다. 또 화면 좌우가 이어져 있어서 화면의 구석에서 반대편으로 갈 수 있으며, 중간에 걸칠 수도 있다.
《VS. 아이스 클라이머》에서는 스테이지에 따라 눈보라가 발생하여 가만히 있으면 밀려난다. 또 스테이지를 진행할수록 난도가 높아지며 구름이 상하 지그재그로 움직이거나 정상의 콘도르가 나비처럼 상하로 움직인다. 또 블록 안에 숫자 모양을 한 아이템이 숨겨져 있어서 이걸 얻으면 보너스 스테이지의 채소가 늘어난다. 일반적으론 4개가 상한인데 2, 3, 4배의 아이템이 있다.

### 적 캐릭터
- 물개
- 새
- 백곰
- 벌 (VS. 아이스 클라이머판 전용)

### 보너스 스테이지
8층 위로 올라가면 그 스테이지는 잠정적 클리어가 되며 산악 상층부를 40초간의 제한 시간으로 클리어해야 한다. 여기서는 밑으로 떨어져도 미스 처리가 되지 않으며 다음 탄으로 갈 수 있다. 적은 없으며 다양한 채소가 있는데 이걸 먹어서 스테이지 클리어 시 보너스 점수를 더 얻을 수 있다.
보너스 스테이지에 등장하는 채소는 10탄마다 반복되며 바뀐다. 이 작품은 스테이지 선택이 가능한데 어떤 스테이지에서 시작해도 등장하는 채소의 순서는 똑같다. 또 5탄에 등장하는 옥수수는 아무거나 하나만 먹고 스테이지를 클리어하면 1UP의 효과가 있다. 5번째 스테이지마다 등장하지만, 효과가 있는 것은 첫 번째뿐이다.
패미컴 판은 1UP을 하여도 남은 몫의 수가 3이면 계속 3으로 표시되지만 실제로는 4이다. 또 VS판의 경우 숫자로 표시되기 때문에 숫자는 4로 표시된다.
산 정상에는 게임 처음에 등장한 콘도르가 하늘을 날고 있다. 제한 시간 내에 이 콘도르의 다리를 잡으면 해당 스테이지를 제패한 것이 되어 스페셜 보너스 점수를 얻을 수 있다(Winner Bonus). 보너스 스테이지에서 획득한 채소의 보너스 점수는 보너스 스테이지 돌입을 완료해야만 얻을 수 있다. 이 보너스 스테이지는 이후 게임 큐브용 대난투 스매시브라더스 DX에서 등장하는 보너스 스테이지의 모티브가 되었다.

## 참고 자료
- 패미컴 미니 - 아이스 클라이머
- 버추얼콘솔 - 아이스 클라이머